# وودیتسه (منطقه تابور)
وودیتسه (به چکی: Vodice) یک منطقهٔ مسکونی در جمهوری چک است که در منطقه تابور واقع شده‌است.
 وودیتسه ۱۵٫۲۴ کیلومتر مربع مساحت و ۱۹۰ نفر جمعیت دارد و ۶۰۱ متر بالاتر از سطح دریا واقع شده‌است.